# Maryse Éwanjé-Épée
Pour les articles homonymes, voir Éwanjé-Épée.
Maryse Éwanjé-Épée, née le 4 septembre 1964 à Poitiers, est une athlète, chroniqueuse et animatrice de radio et télévision française. Elle a détenu le record de France du saut en hauteur de 1983 à 2007. Sa sœur est Monique Éwanjé-Épée, championne d'Europe du 100 mètres haies.

## Jeunesse
Née d'un père camerounais et d'une mère française d'origine espagnole, Maryse Éwanjé-Épée est la troisième d'une fratrie de quatre sœurs : Munia, Nadine et Monique qui ont toutes pratiqué l'athlétisme. Elle découvre l'athlétisme à 8 ans à l'école Vercingétorix d'Aubière (Puy-de-Dôme) mais ne débute en compétition que trois années plus tard, à Montpellier. Pendant quelques années, elle pratique le basket-ball et l'athlétisme avant d'être repérée dans le cadre scolaire par la femme de son futur entraîneur au Montpellier Université Club, Dominique Biau qui la suit de 11 ans à 21 ans à Montpellier. Professeur agrégé de mathématiques à la ville et ancien perchiste, il donnera à Maryse et à ses sœurs les bases d'une éducation complète basée sur les épreuves combinées. Maryse sera d'ailleurs d'abord championne de France de 100 mètres haies et d'heptathlon avant de se spécialiser dans le saut en hauteur.

## Carrière sportive
En 1981, à 16 ans et 10 mois, elle est sélectionnée aux championnats d'Europe junior d'Utrecht en heptathlon. Durant l'épreuve elle bat huit records sur huit (sept épreuves plus le total de points) et améliore son record de 11 centimètres au saut en hauteur, battant dans le même temps les records de France des catégories cadette, junior et espoir. 
De 1982 à 1985, elle est de multiples fois championne de France chez les jeunes en saut en hauteur, 100 mètres haies, saut en longueur et heptathlon et elle bat neuf fois le record de France senior. Lors de son premier record senior à l'occasion des championnats d'Europe en salle de Milan en 1982, Marie-Christine Debourse qui détient la meilleure marque française et qui est devenue consultante sur TF1, commente en direct le saut de sa cadette à 1,88 m. Un an plus tard, Maryse a amélioré  à plusieurs reprises son record de France et elle remporte la médaille de bronze aux championnats d'Europe en salle de Budapest. 
En 1984, aux championnats d'Europe de Göteborg, Maryse porte le record de France en salle à 1,95 m et s'empare de la médaille d'argent derrière son idole, l'Allemande Ulrike Meyfarth. Cette même année 1984, elle dispute les Jeux olympiques de Los Angeles et termine 4e.
En septembre 1984, après les Jeux olympiques de Los Angeles, Maryse rejoint l'Université d'Arizona à Tucson, où elle suit des études de journalisme. Sous la houlette de Bob Myers, elle est vice-championne universitaire américaine à Austin en mai 1985 : les Wildcats Katrena Jonhson, Camille Harding et elle-même, respectivement, 1re, 3e et 2e, signent un triplé historique. Quelques semaines plus tard, elle bat le record universitaire américain avec 6 pieds 4 pouces 3/4 (1,96 m), record qui tiendra jusqu'en 1992 (battu par Tanya Hugues puis par Brigetta Barrett).
En septembre 1985, Maryse Éwanjé-Épée rentre en France pour y poursuivre ses études et doit faire face à la retraite de son entraîneur de toujours, Dominique Biau, qui souhaite prendre du recul avec l'athlétisme. Elle se rend alors à Paris à l'Institut national du sport, de l'expertise et de la performance (INSEP) et s'entraîne avec Christian Charbonnel. Après deux saisons difficiles durant lesquelles Madely Beaugendre bat son record de France en salle avec 1,96 m, elle retrouve le haut niveau et se qualifie pour les Jeux olympiques de Séoul en 1988 le dernier jour de la période qualificative, dans ce qui reste le plus beau concours des championnats de France, à Tours, en franchissant 1,95 m tandis que Madely Beaugendre s'élève à 1,93 m.
A Séoul, Maryse se qualifie pour la finale avec 1,92 m, où elle se classe seulement 10e avec 1,90 m. Déçue par sa performance, elle quitte Christian Charbonnel et s'entraîne pendant un an avec son époux Marc Maury. Après les championnats d'Europe en salle de La Haye en 1989, où elle monte une nouvelle fois sur le podium (3e), elle rejoint, d'un commun accord avec son mari, le groupe d'entraînement de Thierry Blancon.
En 1991, elle donne naissance à sa première fille, puis reste partiellement paralysée quelques mois. On lui détecte une polyarthrite rhumatoïde. Elle est plâtrée durant deux mois et reprend l’entraînement avec un corset six mois avant les Jeux olympiques de Barcelone de 1992. Elle saute 1,91 m mais ne parvient pas à réaliser les minima olympiques pour un centimètre.
En 1995, elle est victime d'une rupture partielle du tendon d'Achille, et un an plus tard, elle échoue à nouveau d'un petit centimètre pour les minima qualificatifs pour les Jeux olympiques d'été de 1996 à Atlanta. Elle décide de mettre un terme à une carrière qui compte 43 sélections en équipe de France A en saut en hauteur de 1981 à 1996. Pendant plus de 20 ans, elle a détenu les records de France des catégories cadette, junior, espoir et senior du saut en hauteur.

### Palmarès

#### International
| Date | Compétition                    | Lieu        | Résultat | Marque |
| ---- | ------------------------------ | ----------- | -------- | ------ |
| 1982 | Championnats d'Europe en salle | Milan       | 10e      | 1,88 m |
| 1982 | Championnats d'Europe          | Athènes     | 10e      | 1,88 m |
| 1983 | Championnats d'Europe en salle | Budapest    | 3e       | 1,92 m |
| 1983 | Universiade                    | Edmonton    | 3e       | 1,92 m |
| 1983 | Championnats du monde          | Helsinki    | 12e      | 1,84 m |
| 1983 | Jeux méditerranéens            | Casablanca  | 1re      | 1,89 m |
| 1984 | Championnats d'Europe en salle | Göteborg    | 2e       | 1,95 m |
| 1984 | Jeux olympiques                | Los Angeles | 4e       | 1,94 m |
| 1985 | Championnats d'Europe en salle | Athènes     | 8e       | 1,80 m |
| 1986 | Championnats d'Europe en salle | Madrid      | 5e       | 1,90 m |
| 1988 | Championnats d'Europe en salle | Budapest    | 7e       | 1,88 m |
| 1988 | Jeux olympiques                | Séoul       | 10e      | 1,90 m |
| 1989 | Championnats d'Europe en salle | La Haye     | 3e       | 1,91 m |
| 1989 | Championnats du monde en salle | Budapest    | 13e      | 1,85 m |
| 1989 | Jeux de la Francophonie        | Casablanca  | 1re      | 1,88 m |
| 1992 | Championnats d'Europe en salle | Glasgow     | 10e      | 1,84 m |
| 1994 | Championnats d'Europe en salle | Paris       | 11e      | 1,85 m |

#### National
- Championnats de France senior : vainqueur du saut en hauteur en 1982, 1983, 1984, 1985, 1988, 1993, 1995 et 1996 ; vainqueur du relais 4 × 100 mètres en 1990 avec Monique Éwanjé-Épée, Patricia Girard et Cécile Cinélu (US Créteil)[2]
- Championnats de France en salle senior : vainqueur du saut en hauteur en 1982, 1983, 1984, 1986, 1989, 1990, 1994 et 1996[3]

### Records

#### Records personnels
| Épreuve         | Épreuve      | Performance | Lieu     | Date            |
| --------------- | ------------ | ----------- | -------- | --------------- |
| Saut en hauteur | En plein air | 1,96 m      | Colombes | 21 juillet 1985 |
| Saut en hauteur | En salle     | 1,95 m      | Göteborg | 4 mars 1984     |

#### Records de France
- 11 records de France senior entre 1982 et 1985 avec 1,95 m en salle, battu par Madely Beaugendre en 1986, et  1,96 m en plein air (record qui a tenu plus de 21 ans, égalé par Melanie Skotnik en plein air en août 2007).
- Record de France junior en 1983 à 3 reprises, dont 1,95 m (toujours valide en 2012, la classant 12e athlète junior au monde de tous les temps)
- Record de France cadette en 1981, avec 1,87 m (toujours valide en 2012)
- Record de France junior de l'heptathlon en 1983 (5 537 points)
- Record de France cadette de l'heptathlon en 1981

## Reconversion
Diplômée du Centre de formation des journalistes et d'un DESS de marketing et communication. Elle commence à écrire dans VSD, La Gazette de Montpellier, Athlé Mag, L'Équipe magazine, parfois sous le nom d'emprunt de Franca MEE, et publie un livre technique, La vie quotidienne d'un stade d'athlétisme, aux Éditions du Stade, en 1999. 
Dès 1992, elle est chroniqueuse sur Eurosport. Quand elle arrête la compétition en 1996, elle passe immédiatement de l'autre côté de la caméra en intégrant l'équipe des sports de Canal+. Elle interviewe les athlètes lors des épreuves d'athlétisme des Jeux olympiques d'été de 1996 à Atlanta, commentés par Marc Maury et Charles Biétry.
Elle est également responsable des sports de la ville de Noisy-le-Grand de 1997 à 2002, où elle créé le Meeting International d'Athlétisme de Noisy-le-Grand. 
En 2003, elle rejoint RMC en tant que consultante pour les championnats du monde d'athlétisme à Paris. Depuis, elle a couvert les Jeux olympiques d'été,,,,, les championnats du monde d'athlétisme et les championnats d'Europe d'athlétisme. Elle a également animé plusieurs émissions estivales comme DKP avec José Touré en 2004, Drôles de Dames avec Sarah Pitkowski et Marianne Mako (remplacée par Florence Masnada) en 2005 et RMC Sport Vacances avec Sarah Pitkowski et Guy Kédia en 2006.
Parallèlement à ses activités sur RMC, elle crée l'émission de sport et divertissement Chez José, co-animée avec l'ancien footballeur international José Touré et diffusée sur 17 radios en Afrique francophone, aux Antilles et à Paris entre novembre 2005 et septembre 2008. Elle est d'ailleurs la Directrice Associée de la société productrice de l'émission, Ya Foye Events, aujourd'hui dissoute, qui a notamment produit en 2008 pour la radio RMC Egolympics, des auto-interviews mettant en scènes 65 champions français en préparation des Jeux olympiques.
Après avoir participé en tant qu'invitée régulière dans le Moscato Show (renommé Super Moscato Show en août 2014) lors de la première saison, elle intègre l'équipe de l'émission dès mai 2008 aux côtés de Vincent Moscato, Éric Di Meco, Pierre Dorian et Adrien Aigoin,,,,. En parallèle, elle intervient dans les émissions du week-end : Sportisimon avec Serge Simon (2010-2012), Les Grandes Gueules du Sport (2012-2020) et le RMC Sport Show (2020-2022). Le 3 février 2023, elle annonce avec émotion qu'elle quitte RMC après 20 ans à l'antenne.
En 2009, elle prépare une exposition, Ciel mon sport, qui présente en photos et textes l'histoire de grandes personnalités du sport français, illustrées par l'astrologie. En mai 2010, elle publie le livre enquête Négriers du foot (éditions Le Rocher), nommé aux Trophées des arts afro-caribéens 2010.
De 2010 à la fin 2014, elle devient chroniqueuse puis présentatrice de l'émission + d'Afrique, avec Robert Brazza (Africa no 1) avec Bibi Tanga, Emma Adiei, Sandra Nkaké et Mamane sur Canal+ Afrique.
De 2017 à 2018, elle intervient en télévision dans le Grand Week-End Sport de BFM Sport, et présente l'émission hebdomadaire d'athlétisme Meeting Privé sur SFR Sport.
En 2023, à l'occasion des championnats du monde d'athlétisme, elle rejoint l'équipe de France Télévisions et commente la compétition avec Alexandre Pasteur, Benoît Durand, Nelson Monfort et Stéphane Diagana.
Depuis le début de saison (2024), l'ancienne athlète officie sur la chaîne l'équipe (canal 21 de la TNT) en tant que chroniqueuse dans l'émission TV quotidienne, "l'équipe de choc", diffusée à partir de 16h20, du lundi au vendredi. 

## Famille
Son père Charles Éwanjé-Épée, est musicien auteur compositeur d'origine camerounaise,. Elle a épousé en 1988 le commentateur sportif, ancien comédien et ancien rugbyman Marc Maury dont elle a eu quatre enfants, Mélissa, née pendant sa carrière sportive, Tanya, Maïa et Mikka. Ils divorcent en 2007. Sa sœur cadette Monique Éwanjé-Épée Lewin, a été championne d'Europe du 100 mètres haies dont elle détient le record de France depuis 1990. Sa sœur aînée Muñia, est candidate aux élections législatives dans la 1re circonscription de Tours en 2012 sous l'étiquette du Nouveau Parti anticapitaliste (NPA). Elle est la tante de la mezzo-soprano Adèle Charvet, fille de sa sœur Nadine.

## Publications
- Le stade d'athlétisme et ses métamorphoses, Paris, photos Marc Schilovitz, Stade Éditions, 1999, 159 p. (ISBN 9782845520028)
- Négriers du Foot, Monaco-Paris, France, Le Rocher, 2010, 304 p. (ISBN 9782268069401)
- Jesse, La Vie Fabuleuse de Jesse Owens, Paris, José Carlin/Jacques-Marie Laffont Éditions, 2016, 240 p. (ISBN 236124182X)
- Révolte, Les rebelles du sport, Paris, Hugo Publishing, 2019, 208 p. (ISBN 9782755643640)